# Тамарам
Тамарам (фр. Tamaram) — деревня в Чаде, расположенная на территории региона Саламат.

## Географическое положение
Деревня находится в юго-восточной части Чада, к северу от реки Бахр-Кором, на высоте 508 метров над уровнем моря.
Населённый пункт расположен на расстоянии приблизительно 475 километров к востоку-юго-востоку (ESE) от столицы страны Нджамены.

## Климат
Климат деревни характеризуется как полупустынный жаркий (BSh в классификации климатов Кёппена). Среднегодовая температура воздуха составляет 28 °C. Средняя температура самого холодного месяца (января) составляет 25,5 °С, самого жаркого месяца (апреля) — 32 °С. Расчётная многолетняя норма осадков — 817 мм. В течение года количество осадков распределено неравномерно, основная их масса выпадает в период с мая по октябрь. Наибольшее количество осадков выпадает в августе (252 мм).

## Транспорт
Ближайший аэропорт расположен в городе Абу-Деиа.